# Giwangan
Giwangan is een bestuurslaag in het regentschap Jogjakarta van de provincie Jogjakarta, Indonesië. Giwangan telt 8302 inwoners (volkstelling 2010).